# ديوي مارتن (مغني)
ديوي مارتن (بالإنجليزية: Dewey Martin)‏ هو مغني وطبال أمريكي وكندي، ولد في 30 سبتمبر 1940 في نورث دونداس في كندا، وتوفي في 31 يناير 2009 في فان نويس في الولايات المتحدة.

## وصلات خارجية
- ديوي مارتن على موقع IMDb (الإنجليزية)
- ديوي مارتن على موقع ميوزك برينز (الإنجليزية)
- ديوي مارتن على موقع أول ميوزيك (الإنجليزية)
- ديوي مارتن على موقع ديسكوغز (الإنجليزية)
- ديوي مارتن على موقع قاعدة بيانات الفيلم (الإنجليزية)